# Булякай (Кармаскалинский район)
Булякай (баш. Бүләкәй) — деревня в Кармаскалинском районе Республики Башкортостан Российской Федерации. Входит в состав  Подлубовского сельсовета.

## География

### Географическое положение
Расстояние до:
- районного центра (Кармаскалы): 31 км,
- центра сельсовета (Подлубово): 7 км,
- ближайшей ж/д станции (Уршак): 35 км.

## История
Возникла между 1921 и 1925 гг. В 1925 году в деревне насчитывалось 41 хозяйство.

## Население
| 2002 | 2009 | 2010 |
| ---- | ---- | ---- |
| 162  | ↘112 | ↗129 |

Национальный состав
Согласно переписи 2002 года, преобладающие национальности — башкиры (39 %), татары (31 %).